# Indikatorfunktion
Die Indikatorfunktion einer Menge (auch charakteristische Funktion einer Menge genannt) ist eine Funktion, die die Zugehörigkeit eines Elements zur Menge charakterisiert. Sie ermöglicht es, komplizierte Mengen mathematisch präzise zu fassen und auf ihnen Funktionen wie zum Beispiel die Dirichlet-Funktion zu definieren.

## Definition

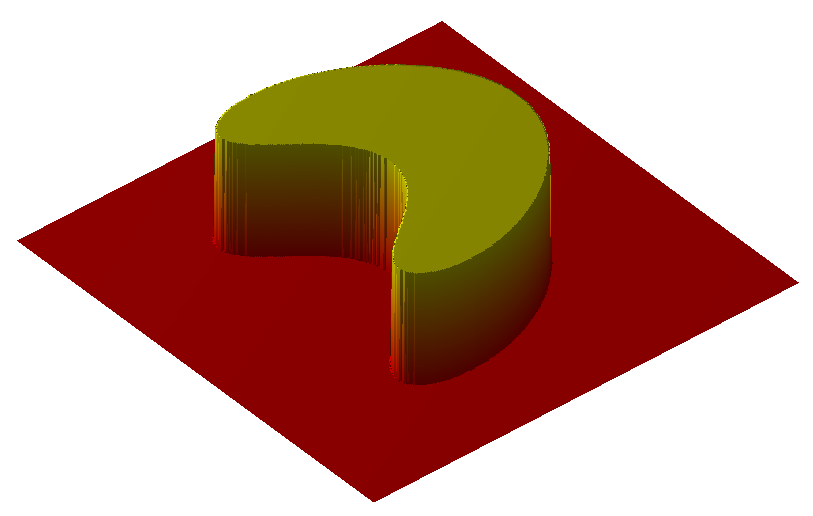
Zweidimensionale Indikatorfunktion einer Untermenge eines Quadrates

In der Literatur finden sich mehrere Schreibweisen für die charakteristische Funktion. Neben der hier verwendeten mittels {\displaystyle \chi _{T}} sind ebenfalls die Schreibweisen {\displaystyle \xi _{T}} und {\displaystyle \mathbf {1} _{T}} gebräuchlich.

### Reellwertige charakteristische Funktion
Gegeben sei eine Grundmenge {\displaystyle X} und eine Teilmenge {\displaystyle T\subseteq X}. Die Funktion {\displaystyle \chi _{T}\colon X\to \{0,1\}}, definiert durch
{\displaystyle \chi _{T}(x)={\begin{cases}1,&{\text{falls }}x\in T\\0,&{\text{falls }}x\notin T\end{cases}}}
heißt dann die charakteristische Funktion oder Indikatorfunktion der Menge {\displaystyle T}.
Die Zuordnung {\displaystyle {\mathcal {P}}(X)\to \{0,1\}^{X},\,T\mapsto \mathrm {\chi } _{T},} liefert eine Bijektion zwischen der Potenzmenge {\displaystyle {\mathcal {P}}(X)} und der Menge aller Funktionen von {\displaystyle X} in die Menge {\displaystyle \{0,1\}.}

### Erweiterte charakteristische Funktion
In der Optimierung wird die charakteristische Funktion teils als erweiterte Funktion definiert. Hier heißt dann die Funktion {\displaystyle \chi _{T}\colon X\to \{1,+\infty \}}, definiert durch
{\displaystyle \chi _{T}(x)={\begin{cases}1,&{\text{falls }}x\in T\\+\infty ,&{\text{falls }}x\notin T\end{cases}}}
die (erweiterte) charakteristische Funktion oder Indikatorfunktion der Menge {\displaystyle T}. Sie ist eine echte Funktion, wenn {\displaystyle T} nicht leer ist.

### Partielle charakteristische Funktion
Bei der Bildung der partiellen charakteristischen Funktion wird die Definitionsmenge auf {\displaystyle T} eingeschränkt; im Sinne von partiellen Funktionen kann man sie also wie folgt beschreiben:
{\displaystyle \chi _{T}'\colon X\rightsquigarrow \{0,1\},\;x\mapsto {\begin{cases}1,&{\text{falls }}x\in T\\{\text{undefiniert}}&{\text{sonst}}\end{cases}}.}

## Verwendung der unterschiedlichen Definitionen
Die reellwertige charakteristische Funktion wird häufig in der Integrationstheorie und in der Stochastik verwendet, da sie es ermöglicht, Integrale der Funktion {\displaystyle f} über die Menge {\displaystyle T} durch Integrale von {\displaystyle f\cdot \chi _{T}} über die Grundmenge zu ersetzen:
{\displaystyle \int _{T}f\left(x\right)\mathrm {d} x=\int _{X}f\left(x\right)\cdot \chi _{T}\left(x\right)\mathrm {d} x}.
Dadurch lassen sich zum Beispiel oft Fallunterscheidungen vermeiden.
Die erweiterte charakteristische Funktion wird in der Optimierung verwendet, um Funktionen auf Teilbereiche einzuschränken, auf denen sie gewisse gewünschte Eigenschaften wie z. B. Konvexität besitzen, oder um Restriktionsmengen zu modellieren.
Die partielle charakteristische Funktion findet Verwendung in der Berechenbarkeitstheorie.

## Eigenschaften und Rechenregeln der reellwertigen charakteristischen Funktion
- Die Menge {\displaystyle T\subset X} ist durch ihre charakteristische Funktion eindeutig bestimmt. Es gilt

{\displaystyle T=\chi _{T}^{-1}(\{1\})=\{x\in X\,|\,\chi _{T}(x)=1\}}.
Für {\displaystyle S,T\subset X} ist also die Gleichheit {\displaystyle \chi _{S}=\chi _{T}} mit der Gleichheit {\displaystyle S=T} der Mengen äquivalent.
- Die charakteristische Funktion {\displaystyle \chi _{\varnothing }} der leeren Menge ist die Nullfunktion. Die charakteristische Funktion {\displaystyle \chi _{X}} der Grundmenge ist die konstante Funktion mit dem Wert 1.
- Es seien Mengen {\displaystyle S,T\subset X} gegeben. Dann gilt für die Schnittmenge

{\displaystyle \chi _{S\cap T}=\min(\chi _{S},\chi _{T})=\chi _{S}\chi _{T}}
und für die Vereinigungsmenge
{\displaystyle \chi _{S\cup T}=\max(\chi _{S},\chi _{T})=\chi _{S}+\chi _{T}-\chi _{S}\chi _{T}}.
Für die Differenzmenge ist
{\displaystyle \chi _{S\setminus T}=\chi _{S}-\chi _{S}\chi _{T}}.
Insbesondere gilt für das Komplement {\displaystyle T^{\mathsf {C}}=X\setminus T}
{\displaystyle \chi _{T^{\mathsf {C}}}=1-\chi _{T}}.
- Unter anderem gilt für das kartesische Produk {\displaystyle S\times T\subset X}

{\displaystyle \chi _{S\times T}(s,t)=\chi _{S}(s)\chi _{T}(t)}
- Sei {\displaystyle (X,\Sigma ,\mu )} ein Maßraum und {\displaystyle N} eine {\displaystyle \mu }-Nullmenge, dann ist

{\displaystyle \chi _{N}=0} {\displaystyle \mu }-fast überall.

## Verwendung zur Berechnung von Erwartungswert, Varianz und Kovarianz
Für einen gegebenen Wahrscheinlichkeitsraum {\displaystyle (\Omega ,{\mathcal {F}},\mathrm {P} )} und ein Ereignis {\displaystyle A\in {\mathcal {F}}} ist die Indikatorfunktion {\displaystyle \chi _{A}\colon \Omega \rightarrow \mathbb {R} } eine bernoulliverteilte Zufallsvariable. Insbesondere gilt für den Erwartungswert
{\displaystyle \operatorname {E} (\chi _{A})=\operatorname {P} (A)}
und für die Varianz
{\displaystyle \operatorname {Var} (\chi _{A})=\operatorname {P} (A)(1-\operatorname {P} (A))}.
Die Varianz von {\displaystyle \chi _{A}} nimmt also ihren maximalen Wert {\displaystyle {\tfrac {1}{4}}} im Fall {\displaystyle \operatorname {P} (A)={\tfrac {1}{2}}} an.
Ist zusätzlich {\displaystyle B\in {\mathcal {F}}}, dann gilt für die Kovarianz
{\displaystyle \operatorname {Cov} (\chi _{A},\chi _{B})=\operatorname {P} (A\cap B)-\operatorname {P} (A)\operatorname {P} (B)}.
Zwei Indikatorvariablen sind also genau dann unkorreliert, wenn die zugehörigen Ereignisse stochastisch unabhängig sind.
Sind {\displaystyle A_{1},A_{2},\dotsc ,A_{n}\in {\mathcal {F}}} beliebige Ereignisse, dann gibt die Zufallsvariable
{\displaystyle N=\sum _{i=1}^{n}\chi _{A_{i}}}
die Anzahl derjenigen Ereignisse an, die eingetreten sind. Wegen der Linearität des Erwartungswerts gilt dann
{\displaystyle \operatorname {E} (N)=\sum _{i=1}^{n}\operatorname {P} (A_{i})}.
Diese Formel gilt auch dann, wenn die Ereignisse abhängig sind. Sind sie zusätzlich paarweise unabhängig, dann gilt nach der Gleichung von Bienaymé für die Varianz
{\displaystyle \operatorname {Var} (N)=\sum _{i=1}^{n}\operatorname {Var} (\chi _{A_{i}})=\sum _{i=1}^{n}\operatorname {P} (A_{i})(1-\operatorname {P} (A_{i}))}.
Im allgemeinen Fall kann die Varianz über die Formel
{\displaystyle \operatorname {Var} (N)=\sum _{i,j=1}^{n}\operatorname {Cov} (\chi _{A_{i}},\chi _{A_{j}})=\sum _{i,j=1}^{n}\operatorname {P} (A_{i}\cap A_{j})-\sum _{i,j=1}^{n}\operatorname {P} (A_{i})\operatorname {P} (A_{j})}
bestimmt werden.